# Rosalba Caramoni
Rosalba Caramoni (10 gennaio 1960) è una doppiatrice italiana.

## Biografia
Inizia la carriera di attrice teatrale nei primi anni Ottanta (La figlia di Iorio, 1982). 
Negli anni successivi alterna al lavoro di interprete quello di aiuto regista in rappresentazioni quali Il bugiardo di Carlo Goldoni (presentato al XXIV Festival Teatrale di Borgio Verezzi nel 1990) e Il mercante di Venezia (regia di Luigi Squarzina, 1992).
Nei primi anni Novanta lavora come doppiatrice in esclusiva per la società Gruppo Trenta: è scelta soprattutto come voce dei personaggi secondari, partecipando al doppiaggio di lungometraggi come Lezioni di piano, Rivelazioni - Sesso è potere, Morti di salute e Jane Eyre.
Nel 2001 riceve una candidatura come "miglior voce femminile" alla V edizione della manifestazione “Voci nell’ombra”.
Negli ultimi anni ha lavorato ancora come aiuto regista e in letture dal vivo.

## Doppiaggio

### Film e telefilm
- Diane Lane in A Walk on the Moon - Complice la luna
- Kathleen Wilhoite in Angel Heart - Ascensore per l'inferno
- Catherine Keener in Eliminate Smoochy
- Mía Maestro in La niña santa
- Jennifer Tilly in Getaway
- Laura Linney in Conta su di me
- Hedy Burress in Valentine - Appuntamento con la morte
- Eva Mendes in Uomini & donne
- Madeline Kahn in Ricomincio da povero
- Rosalee Mayeux in Il tagliaerbe
- Carole Bouquet in Travaux - Lavori in casa
- Virginie Desarnauts in Così fan tutti
- Verónica Forqué in Reinas - Il matrimonio che mancava
- Maria Pitarresi in La piccola Lola
- Sidse Babett Knudsen in Dopo il matrimonio
- Nazan Kirilmis in Il piacere e l'amore
- Amanda Tapping in Sanctuary
- Yolanda Ventura in Cuore selvaggio
- Elle Macpherson in Jane Eyre

### Film d'animazione
- La dama di compagnia in Basil l'investigatopo